# Žáravice
Žáravice település Csehországban, a Pardubicei járásban. Žáravice Malé Výkleky, Sopřeč, Vápno, Voleč és Vyšehněvice településekkel határos. Lakosainak száma 118 fő (2024. január 1.).

## Népesség
A település lakosságának változását az alábbi diagram mutatja:
| Lakosok száma | 138  | 140  | 205  | 163  | 142  | 134  | 127  | 121  | 120  | 118  |
|               | 1869 | 1900 | 1921 | 1961 | 1980 | 2011 | 2016 | 2019 | 2021 | 2024 |